# Барский (посёлок)
Барский — упразднённый посёлок в Баганском районе Новосибирской области. На момент упразднения входил в состав Вознесенского сельсовета (ныне Лозовской сельсовет). Исключен из учётных данных в 1971 г.

## География
Располагался к юго-западу от озера Горького, вблизи железнодорожного разъезда 151 км на линии Карасук I — Татарская Западно-Сибирской железной дороги. Ближайшие населённые пункты: на западе — Моревка, на северо-западе — Зятьковка.

## История
По всей видимости посёлок основан в годы Столыпинской земельной реформы. По данным на 1928 году деревня Барская состояла из 118 хозяйств. В административном отношении являлась центром Барского сельсовета Купинского района Барабинского округа Сибирского края. В годы коллективизации в деревне был образован колхоз «14 год Октября». В 1951 году колхоз вошел в состав укрупненного колхоза имени Андреева. С 1965 г. в составе Баганского района.
Упразднён решением Новосибирского облисполкома от 27.09.1971 г. № 650 как фактически не существующий.

## Население
В 1926 году в деревне проживало 576 человек (288 мужчин и 288 женщины), основное население — украинцы.